# James Walsh (músico)
James Milne Walsh (Chorley, 1980) es un cantante, compositor, guitarrista, pianista y líder de la banda británica Starsailor nacido el 9 de junio de 1980. También es conocido por ser fanático del Liverpool Football Club.
En 2009, empezó a grabar su primer álbum como solista, trabajando con la cantante y compositora estadounidense Suzanne Vega y haciendo su primera colaboración para una película con "Powder".  Walsh grabó su primer EP como solista, Live at the Top of the World en Tromsø con la Orquesta de Cámara de Noruega en 2010.  El EP se lanzó el 1º de noviembre de 2010.  Incluyendo su trabajo con el de la banda, Starsailor, él ha vendido más de tres millones de álbumes globalmente

## Biografía
James Walsh nació en 1980 en Wigan pero creció en la ciudad de Chorley, Inglaterra.  A los 12 años empezó a tocar el piano y a los 14 años de edad escribía sus propias canciones; desde entonces le han gustado los grupos como The Charlatans, Oasis y Jeff Buckley.
Con una personalidad un tanto tímida y solitaria este joven investigaría sobre estos artistas que habían influenciado a los músicos populares de su generación.
Todo esto le llevó a redescubrir los sonidos de  Neil Young, Bob Dylan, Nick Drake y los Beatles. Tan impresionado se quedó el joven Walsh con el audaz trovador folk Tim Buckley, que llamó a su grupo Starsailor en honor del título del álbum que sacó este cantante en 1970.
Walsh conoció a sus almas gemelas musicales James Stelfox y Ben Byrne, ambos tres años mayores que él, cuando estudiaba música en el Wigan and Leigh College de Wigan, Inglaterra.
.
Algunos rumores dicen incluso, que los miembros de Starsailor Ben Byrne y James Stelfox pertenecían a otra banda.  Un día su vocalista no se presentó, Walsh les preguntó si podía sentarse con ellos y cantar durante este ensayo.  Esta sería la primera encarnación de Starsailor como banda.
James se decidió a tocar las guitarras de la banda después de la "frustración de no encontrar a un músico adecuado para el grupo".
El 31 de marzo de 2009, el tabloide The Sun anunció que James Walsh aparecerá en la adaptación filmica de la controversial novela acerca del rock and roll, "Powder" (en español "polvo") del escritor Kevin Sampson en la que interpretará el papel del cantante de la banda fictica The Grams. El 3 de abril de 2009, la Administradora del Sitio Oficial de Starsailor, Boo, confirmó parte de la información diciendo que James "había estado en conversaciones con el autor de Powder sobre proveer las vocales para el actor en la película" y también añadiendo que "James como tal no actuará o aparecerá, pero podrá proveer las vocales para las canciones en el film."
En 2010, Walsh trabajó con la banda belga Andes en la canción "één dag meer" (one more day). En 2011, intervino en la composición y producción del álbum Letters del cantante británico Matt Cardle.

## Vida personal
A mediados de 2002 hubo un altercado entre Noel Gallagher de Oasis y James Walsh (quien inicialmente estaba inspirado musicalmente por el sonido de Oasis).  Gallagher había llamado al cantante de Starsailor 'un idiota' en una entrevista para la revista NME; algo negado por el acusado. Sin embargo, cuando Walsh enfrentó a Gallagher en el T In The Park Festival 2002, Gallagher expresó que si él lo decía, entonces debía ser cierto. El hermano de Noel, Liam, estuvo implicado, según se dice haciendo frente a Walsh durante el mismo día. En unos conciertos después de esto, especialmente en el V Festival del 2002, el cantante de Starsailor anunció: 'es bueno ser agradable y es agradable ser bueno)' (It's nice to be good and good to be nice). Gallagher declaró que el incidente era 'lo más importante que Walsh ha hecho en su vida'. La contienda fue resuelta en Glastonbury en 2004.
James Walsh está casado con Lisa Mc.Namee desde 2003, tiene una hija con su esposa llamada Niamh (nombre irlandés que significa brillante).  El 30 de junio de 2008, James se convirtió en padre una vez más cuando su esposa dio a luz a su segundo hijo llamado Cillian James (el nombre es de origen irlandés y es tomado del nombre de un santo Irlandés del siglo VII quien evangelizó Franconia.).
James es fanático del Liverpool F.C. y suele hacer conciertos especiales para sus hinchas así como hacer comentarios sobre el desempeño de su equipo en la Champion League.

## Filmografía
| Año  | Film   | Papel         | Notas |
| ---- | ------ | ------------- | --- |
| 2009 | Powder | Keva McLuskey | James Walsh pone la voz para las canciones interpretadas por el líder de una banda ficticia llamada The Grams |

## Discografía
Álbumes
- Live At The Top Of The World (2010)
- Lullaby (2012)
- Time is Nigh (2013)
- Turning Point EP (2014)

Sencillos
- "Start Again" (2012)
- "We Could Try" (2014)
- "Better Part of Me" (2014)

Colaboraciones
- 2010: "Eén Dag Meer / One More Day" (Andes & James Walsh)
- 2014: "Love Will Never Let You Down" (Eddie Thoneick & Abel Ramos con James Walsh)